# NGC 7476
NGC 7476 est une galaxie spirale barrée située dans la constellation de la Grue. Sa vitesse par rapport au fond diffus cosmologique est de 2 664 ± 17 km/s, ce qui correspond à une distance de Hubble de 39,3 ± 2,8 Mpc (∼128 millions d'al). NGC 7476 a été découverte par l'astronome britannique John Herschel en 1834.

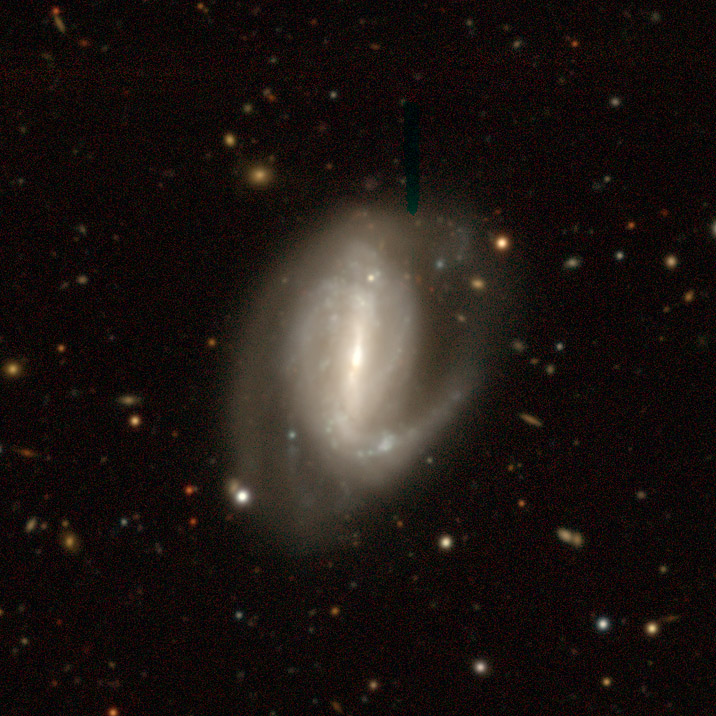
La galaxie spirale barrée par le projet « Legacy Surveys DR10 ».

Selon la base de données Simbad, NGC 7476 est une candidate au titre de galaxie à noyau actif.
 .